# Veronika Součková
Veronika Součková (* 15. srpna 1971 Praha) je česká zpěvačka, bývalá členka skupiny Spirituál kvintet.    V současnosti působí v jeho nástupci Spirituál kvartet.
V mládí studovala na Konzervatoři Jaroslava Ježka u Jany Brýdové. Zpívala ve skupinách hrajících renesanční, balkánskou či ruskou hudbu. V roce 2011 dostala nabídku spolupráce se skupinou Spirituál kvintet, kde posléze nahradila zpěvačku Irenu Budweiserovou. Paralelně se Spirituál kvintetem zpívala tradiční irskou hudbu ve skupině Marw. 
V současnosti vedle Spirituál kvartetu zpívá i s folkrockovou kapelou USBband.